# Henry Boyd
Henry Boyd (Irlanda, 1750 – Ballintenycla, 1832) è stato un letterato e traduttore irlandese, noto per essere stato l'autore della prima traduzione organica in inglese della Divina Commedia.

## Biografia
La formazione di Boyd avvenne probabilmente nell'ambito del Trinity College di Dublino. Terminati gli anni all'università, entrò nella carriera ecclesiastica, occupando vari benefizi a Drumgath e a Rathfriland, delle quali divenne vicario.
Le primissime esperienze letterarie risalgono al 1791, anno in cui cercava un editore disposto a pubblicare i suoi poemi. Il resto della carriera letteraria di Boyd fu tuttavia incentrato sulla letteratura italiana, soprattutto sulla figura di Dante Alighieri: il letterato ne divenne un fervente ammiratore, tanto che fu il primo a tradurre interamente la Commedia in lingua inglese.
Boyd morì infine a Ballintenycla, presso Newry, nel 1832.

## Attività letteraria
Molto fervida è l'attività letteraria di Boyd. Già nel 1785 scrisse un saggio sull'Orlando furioso di Ludovico Ariosto.
Lo scritto ad avergli garantito il ricordo nei posteri, come già accennato, fu tuttavia la traduzione in inglese della Divina Commedia di Dante Alighieri. L'opera ebbe un'eccezionale importanza dal punto di vista più strettamente filologico, trattandosi della prima traduzione organica in inglese del capolavoro dantesco. Più che una traduzione, tuttavia, si trattava di una parafrasi, strutturata su sestine dallo schema metrico «AABCCB», in cui il capolavoro dantesco viene opportunamente rielaborato e diluito.
Boyd, quindi, ebbe un ruolo di primaria importanza nella riscoperta di Dante da parte dei letterati inglesi. Il suo lavoro, infatti, si guadagnò gli elogi di molti dei suoi contemporanei, che riconobbero quanto fosse stato amplificato e vivificato il testo originale. Queste lodi, tra l'altro, sono indicative anche del teso clima culturale, dilaniato dalla transizione dalla temperie neoclassica (si pensi alle critiche di Voltaire, il più fiero oppositore di Dante) a quella pre-romantica.
Questa transizione viene enfatizzata in alcune considerazioni dello stesso Boyd:
Altri lavori degni di nota di Boyd sono i tre poemi Araucana, divulgato da un agente letterario di Londra (essendo l'opera «troppo grandiosa per essere divulgata dagli editori di Edimburgo»), Penance of Hugo, a Vision, Woodman's Tale, ed una traduzione dei Trionfi di Petrarca.